# Матузићи
Матузићи је насељено место у Босни и Херцеговини у општини Добој Југ чије је уједно и административно средиште. Административно припада Федерацији Босне и Херцеговине, односно њеном Зеничко-добојском кантону. Према попису становништва из 2013. у насељу је било 2.808 становника, а већинску популацију у насељу чинили су Бошњаци.
До 1992. село се налазило у саставу општине Добој.

## Становништво
По последњем службеном попису становништва из 2013. године у насељу Матузићи живело је 2.808 становника, а село је било етнички хомогено са већинском бошњачком популацијом.
|                      | 2013.          | 1991.           | 1981.           | 1971.           |
| Укупно               | 2 591 (100,0%) | 1 783 (100,0%)  | 1 540 (100,0%)  | 1 197 (100,0%)  |
| Бошњаци              | 2 513 (96,99%) | 1 698 (95,23%)1 | 1 478 (95,97%)1 | 1 185 (99,00%)1 |
| Роми                 | 26 (1,003%)    | –               | –               | –               |
| Босанци              | 13 (0,502%)    | –               | –               | –               |
| Неизјашњени          | 9 (0,347%)     | –               | –               | –               |
| Муслимани            | 7 (0,270%)     | –               | –               | –               |
| Срби                 | 6 (0,232%)     | 18 (1,010%)     | 7 (0,455%)      | 5 (0,418%)      |
| Непознато            | 5 (0,193%)     | –               | –               | –               |
| Хрвати               | 4 (0,154%)     | 10 (0,561%)     | 4 (0,260%)      | 2 (0,167%)      |
| Остали               | 4 (0,154%)     | 18 (1,010%)     | 1 (0,065%)      | 4 (0,334%)      |
| Албанци              | 2 (0,077%)     | –               | –               | –               |
| Босанци и Херцеговци | 2 (0,077%)     | –               | –               | –               |
| Југословени          | –              | 39 (2,187%)     | 49 (3,182%)     | –               |
| Македонци            | –              | –               | 1 (0,065%)      | –               |
| Словенци             | –              | –               | –               | 1 (0,084%)      |

1. 1 На пописима од 1971. до 1991. Бошњаци су пописивани углавном као Муслимани.